# علم البيئة الجماعي

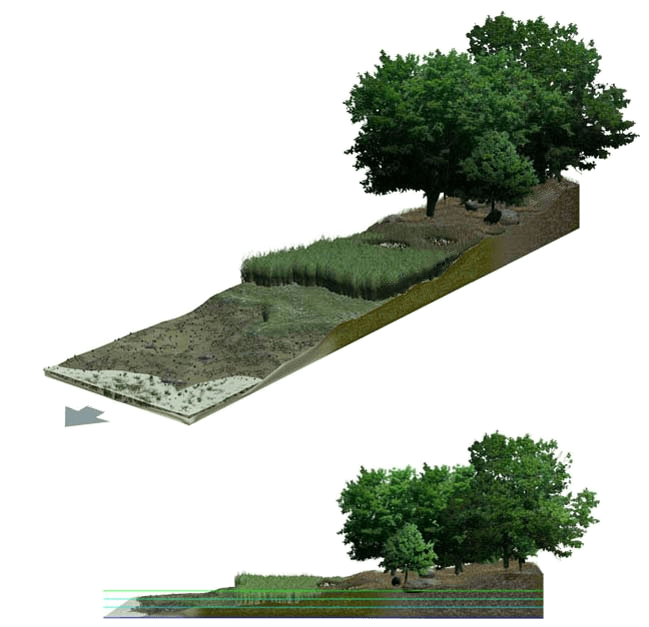

التداخل البيئي (بالإنكليزية: Ectotone) أو علم البيئة الجماعي (بالإنكليزية: Community ecology) هو دراسة توزع، والعلاقات المترابطة بين التجمعات population للأنواع الحية الموجودة معا في منطقة جغرافية ما. يعتبر علم البيئة المجموعة أحد فروع علم البيئة ويعرف أحيانا بعلم البيئة المتواقت  (بالإنكليزية: synecology) الذي يدرس تنظيم الأنظمة البيئية بشكل خاص على مستوى الجماعات الحية (انظر جماعة حيوية).
ظهر هذا العلم عام 1866 على يد العالم إرنست هيكل، وقد اشتقه من الكلمتين اليونانيتين oikoe وتعني المنزل وlogy وتعني العلم، أي العلم الذي يهتم بالطبيعة كونها منزل الكائنات الحية.